# 곽노
곽노(霍奴, ? ~ 205년 8월)는 중국 후한 말의 무장으로, 유주(幽州) 탁군(涿郡) 고안현(故安縣) 사람이다.

## 생애
건안(建安) 5년(205년) 4월, 원상(袁尙)의 명령으로 조독(趙犢)과 함께 유주를 습격하여 유주자사(幽州刺史)와 탁군태수(涿郡太守)를 죽였다. 8월에 조조(曹操)가 이들을 공격하였고, 곽노는 패하여 조조에게 처형되었다.